# Lasioglossum trichorhinum
Lasioglossum trichorhinum är en biart som först beskrevs av Cockerell 1925.  Lasioglossum trichorhinum ingår i släktet smalbin, och familjen vägbin. Inga underarter finns listade i Catalogue of Life.